# Чорнодуб
Чорноду́б — зникле село в Україні, неподалік села Крути, з 1923 року входило до Троянівської волості, з 1925 до складу Троянівського району Київської області (сучасна територія Житомирського району Житомирської області).
Станом на 1954 рік на обліку не значиться.

## Історія
У 1906 році село налічувало 57 мешканців.

### У складі УРСР
Чорнодубська сільська рада була утворена 1923 року у складі якої села Чорнодуб та урочище Червона Града Троянівської волості Житомирського повіту Волинської губернії (до територіально-адміністративної реформи України 1925 року).

#### Голодомор 1932—1933 років
Село постраждало внаслідок геноциду українського народу, проведеного урядом СРСР 1932—1933. Так, наразі відомо імена померлих 85 чоловік.

#### Сталінські репресії
Серед мешканців села є постраждалі від червоного терору, більшість з яких нібито перебували в Спілці визволення України. Так, тільки серед реабілітованих значиться 9 чоловік.

#### Німецько-радянська війна
Місцеві мешканці боролися на фронтах Другої світової війни. Декілька чоловік загинули.
Станом на 01 вересня 1946 року Чорнодубська сільська рада в списку сільрад не перебуває.
На жовтень 1952 року хутір Чорнодуби помічений як той, що підлягає знесенню.